# Sorex averini
Sorex averini là một loài động vật có vú trong họ Chuột chù, bộ Soricomorpha. Loài này được Zubko mô tả năm 1937.